# Bartosz Kwolek
Bartosz Kwolek (ur. 17 lipca 1997 w Płocku) – polski siatkarz, grający na pozycji przyjmującego. Reprezentant Polski, mistrz świata (2018), srebrny medalista Pucharu Świata (2019).
W 2018 roku po raz pierwszy został powołany do seniorskiej reprezentacji Polski przez trenera Vitala Heynena. Zadebiutował w niej 19 maja 2018 roku podczas przegranego meczu z Kanadą (1:3).
W 2023 roku wziął ślub z Mają Klich, siostrą piłkarza Mateusza Klicha. W 2022 roku parze urodził się syn, a w 2024 roku na świat ma przyjść ich córka Maja.

## Sukcesy juniorskie
Źródło:
Mistrzostwa Polski młodzików:
- 2011

Turniej nadziei olimpijskich:
- 2012

Mistrzostwa Polski kadetów:
- 2013, 2014

Ogólnopolska olimpiada młodzieży:
- 2013

Mistrzostwa Polski juniorów:
- 2015
- 2016

## Sukcesy seniorskie
I liga:
- 2016

PlusLiga:
- 2019, 2024[6], 2025[7]
- 2021

Puchar Polski:
- 2024[8]

Superpuchar Polski:
- 2024[9]

Liga Mistrzów:
- 2025[10]

## Sukcesy reprezentacyjne
Międzynarodowy turniej EEVZA kadetów:
- 2013

Mistrzostwa Europy kadetów:
- 2015[11]

Olimpijski festiwal młodzieży Europy:
- 2015[12]

Mistrzostwa świata kadetów:
- 2015[13]

Mistrzostwa Europy juniorów:
- 2016

Mistrzostwa świata juniorów:
- 2017

Mistrzostwa świata:
- 2018
- 2022[14]

Liga Narodów:
- 2019, 2022[15]

Puchar Świata:
- 2019

## Nagrody indywidualne
- 2013: Najlepszy zagrywający mistrzostw Polski kadetów
- 2014: MVP mistrzostw Polski kadetów
- 2015: MVP Mistrzostw Europy kadetów[16]
- 2015: MVP Mistrzostw świata kadetów[17]
- 2015: Najlepszy zagrywający mistrzostw Polski juniorów
- 2016: Najlepszy przyjmujący mistrzostw Polski juniorów
- 2016: Najlepszy przyjmujący mistrzostw Europy juniorów
- 2017: Najlepszy przyjmujący mistrzostw świata juniorów
- 2017: Najlepszy zagrywający XII Memoriału Zdzisława Ambroziaka

## Odznaczenia
- Złoty Krzyż Zasługi – 2 października 2018[18]